# Enric Monjo i Garriga
Enric Monjo i Garriga (Vilassar de Mar, 12 de febrer de 1895 – Barcelona, 2 d'octubre de 1976) fou un escultor català.

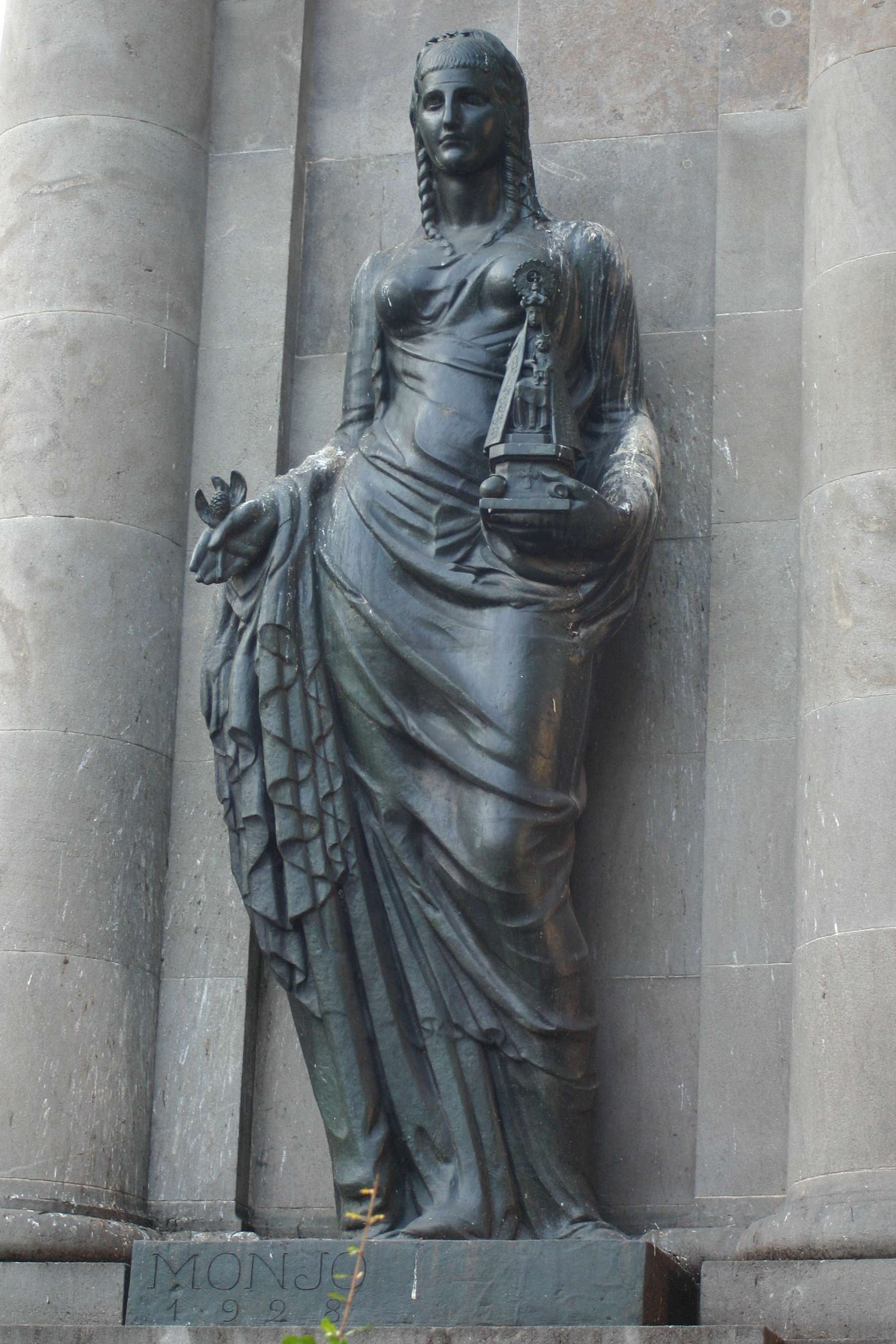
Dona amb imatge de la Mare de Déu. Plaça Catalunya de Barcelona (1928)

Fill de Rafael Monjo Segura i de Josefa Garriga. El seu pare era pedagog i director del Col·legi Nàutic Mercantil que havia fundat el seu avi el 1876. Va fer estudis artístics a l'Escola d'Arts i Oficis de Barcelona i a l'Escola de Belles Arts. Els seus primers passos com a escultor foren als catorze anys quan entrà a treballar amb el modernista Eusebi Arnau. El 1911 ingressà a la Llotja i més tard entrà al taller de Josep Llimona qui el va introduir en el Noucentisme. També va fer estudis d'anatomia a la Facultat de Medicina per tal de tenir un bon coneixement del cos humà i aplicar-ho a la seva obra.
Després de la Primera Guerra Mundial se n'anà a París i Brussel·les com a viatge d'estudis. Igualment feu un altre recorregut per la Península per estudiar l'escultura romànica i gòtica.

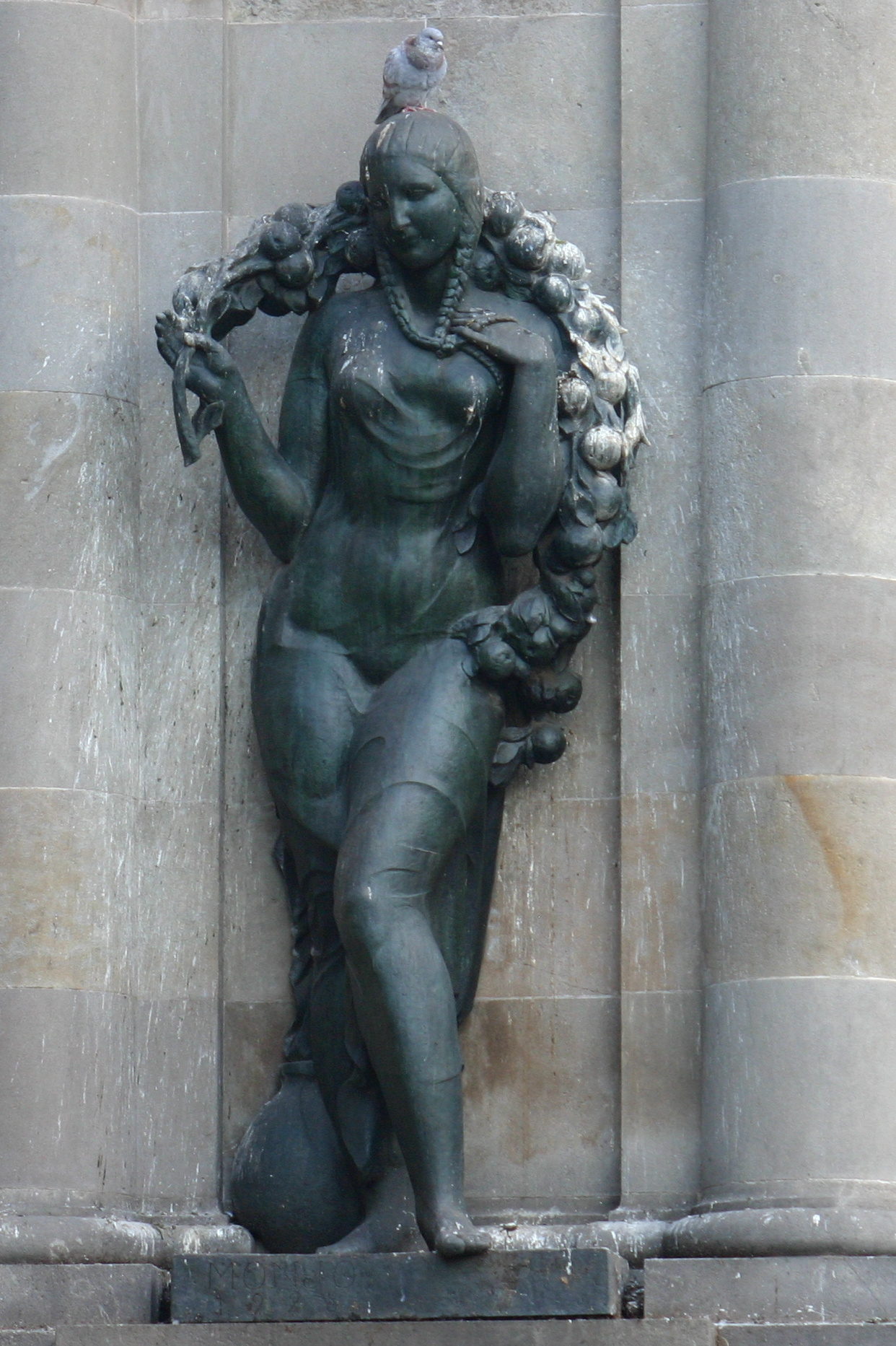
Deessa Pomona. Plaça Catalunya de Barcelona (1928)

A la fi de 1924 exposà una sèrie de les seves obres a l'Acadèmia de Belles Arts de Sabadell on obtingué molt bones crítiques. El 1928 participà en l'execució de les estàtues que decoren la Plaça de Catalunya de Barcelona, conjuntament amb Clarà, Llimona i Gargallo, entre d'altres. En aquesta plaça Monjo fou autor de les escultures de la deessa Pomona i de la Dona amb imatge de la Mare de Déu. Entre 1927 i 1929 també va realitzar sis estàtues per al Palau de la Indústria construït a Montjuïc amb motiu de l'Exposició Internacional de Barcelona de 1929, i que van desaparèixer amb el mateix edifici després de l'Exposició. Els temes eren l'electricitat, la turbina, el vapor, la metal·lúrgia, el motor d'explosió i la química.
La temàtica de la seva obra és diversa però amb una gran importància de la religiosa i presenta més influències del noucentisme que dels corrents artístics de la seva època. El 1926 rebé el primer premi al Concurs Nacional d'Escultura del Ministeri d'Institucions Públiques i Belles Arts, i molts d'altres al llarg de la seva carrera.
En temps de la Segona República feu el monument al músic Juli Garreta inaugurat a Sant Feliu de Guíxols pel president Francesc Macià. Durant la Guerra Civil tingué un paper destacat com a agent d'avantguarda del Servicio de Recuperación del Patrimonio Artístico que intentava salvar de la destrucció o del saqueig les obres artístiques.
Enric Monjo també va tenir una important activitat docent, el 1940 va obtenir la càtedra d'Anatomia Artística de l'Escola Superior de Belles Arts de Sant Jordi i entre 1943 i 1961 va ocupar la càtedra d'Anatomia Artística de la Llotja.
El 1940 inicià, conjuntament amb l'arquitecte Lluís Bonet i Garí i el pintor Antoni Vila i Arrufat, la que potser és l'obra més important de l'escultor: la reforma i decoració de l'església del sant Esperit de Terrassa. Obra que es perllongà durant quinze anys. D'aquesta època també destaquen el cenotafi de l'abat Oliba i l'escala d'accés al cambril del Monestir de Montserrat.
A partir de la dècada dels anys cinquanta va començar la seva activitat internacional, especialment als Estats Units (Nova York, Washington, Detroit, Miami…), però també a Mèxic, Puerto Rico o Taiwan.
L'escultor va manifestar la intenció de llegar al seu poble natal algunes obres seves i el 1964 es va crear el Museu Enric Monjo a Vilassar de Mar, que tancà el 1977 i fou reobert el 1985, on es troba la major col·lecció de l'obra de l'artista. El 2004 Caixa Terrassa va adquirir els drets de reproducció de l'obra escultòrica de l'artista.

## Obres

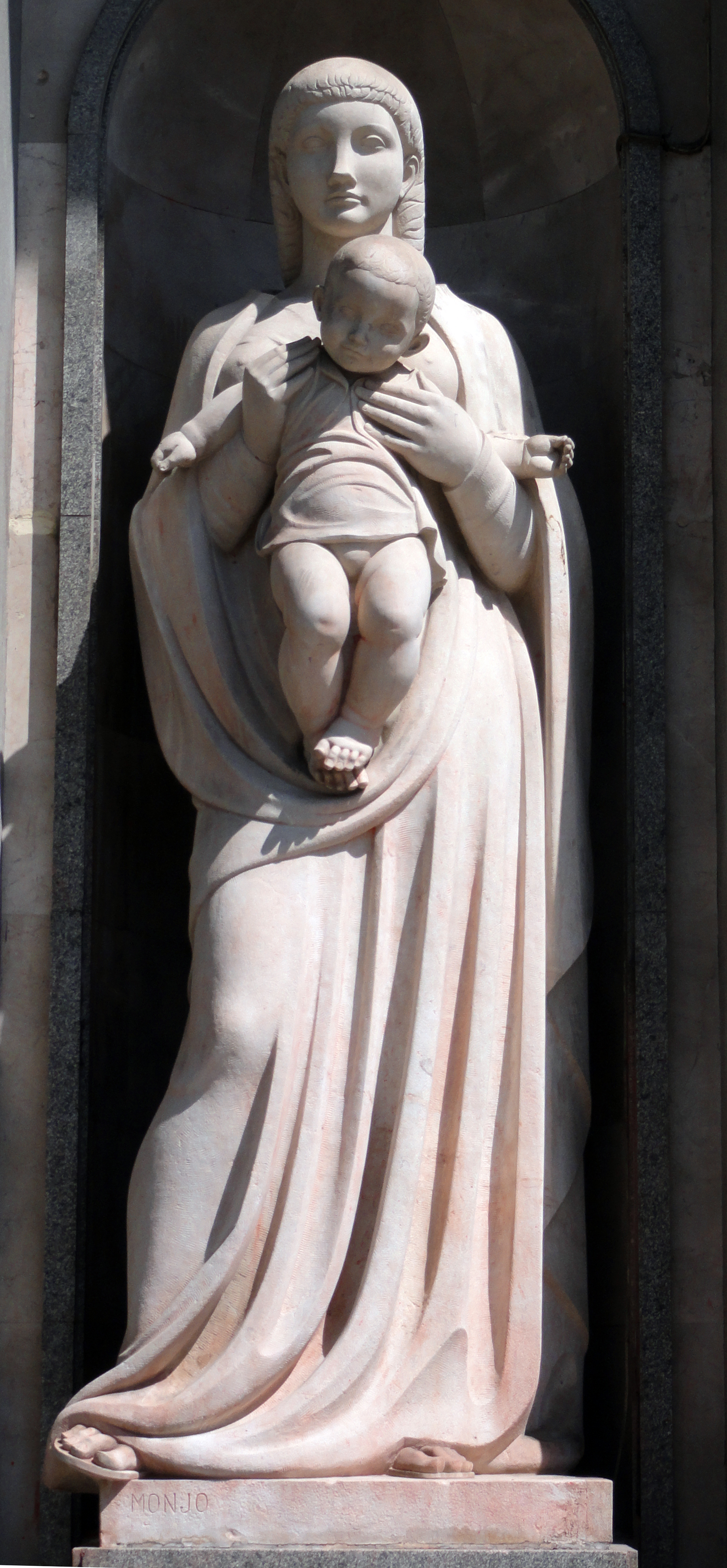
Enric Monjo, 240 cm, Passeig de Sant Joan 102, Barcelona

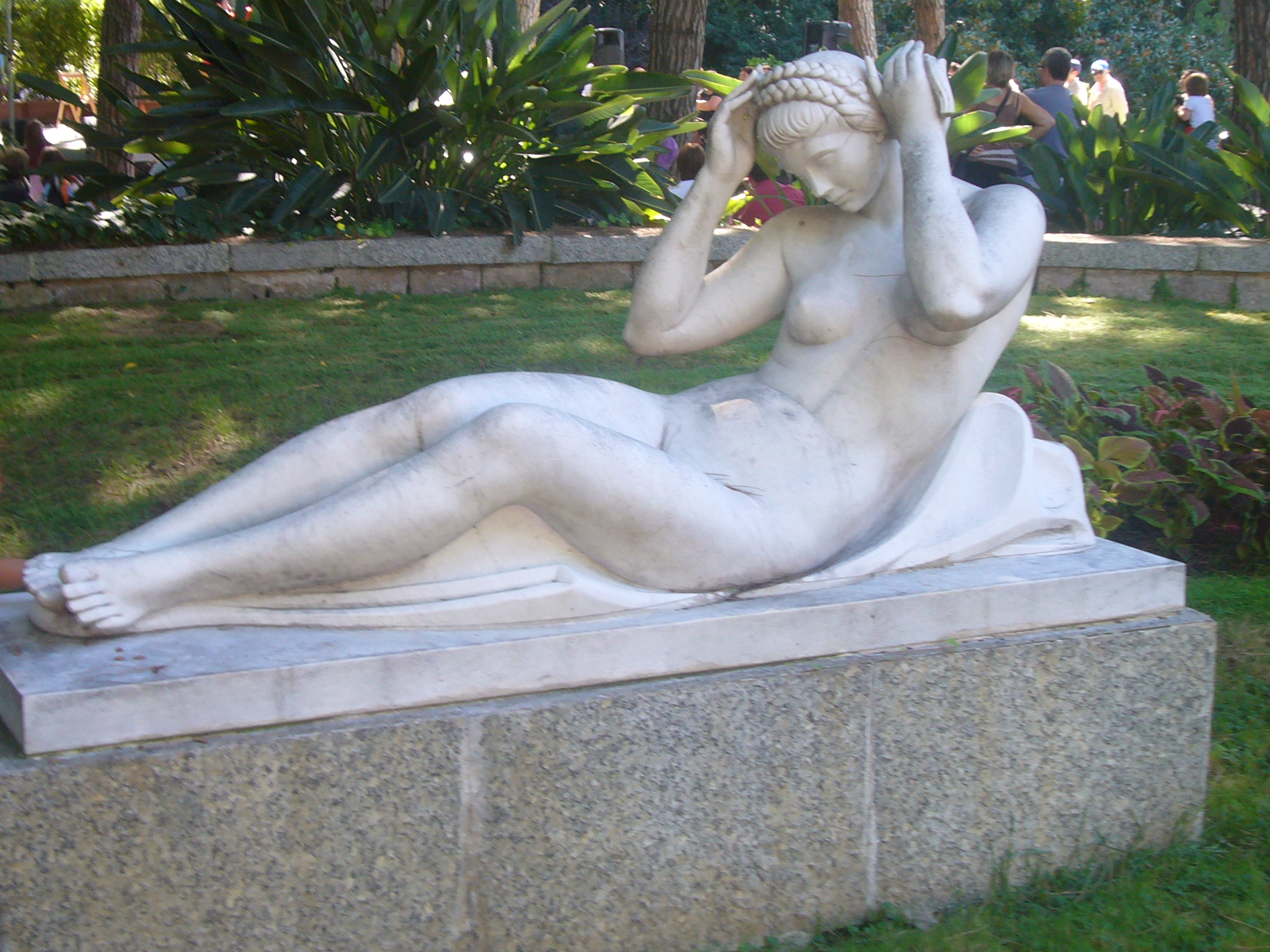
Dona ajaguda (1970) als Jardins de Joan Maragall del Palauet Albéniz

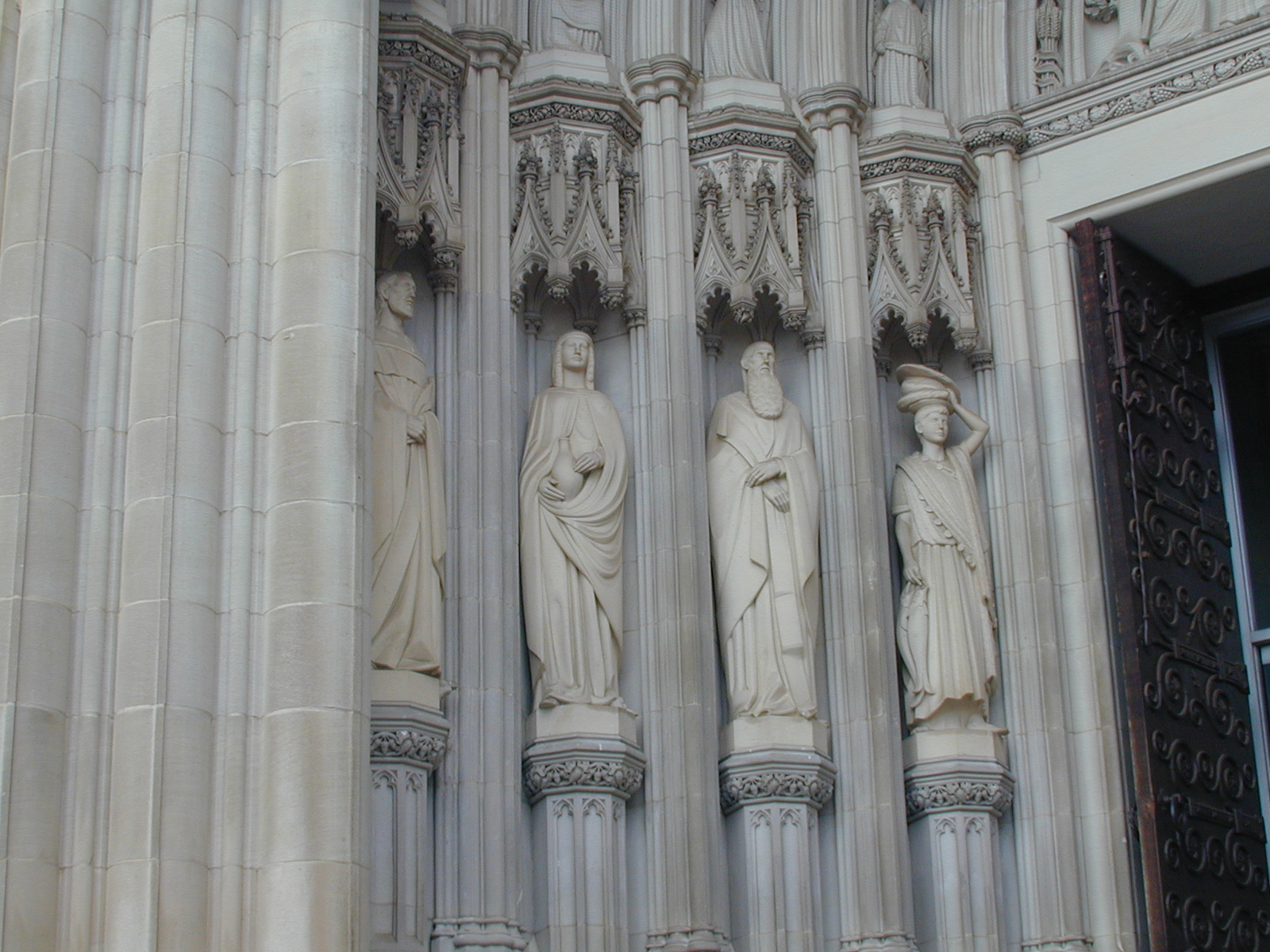
Escultures d'Enric Monjo al portal sud de la Catedral Nacional de Washington

- Sis estàtues, de l'electricitat, la turbina, el vapor, la metal·lúrgia, el motor d'explosió i la química (actualment desaparegudes) per al Palau de la Indústria de l'Exposició Internacional de Barcelona de 1929, a Montjuïc (1927 a 1929)
- Escultures Pomona, i Dona amb imatge de la Mare de Déu, a la plaça de Catalunya de Barcelona (1928)
- Davallament de la Creu a Tortosa (1929)
- Monument a Juli Garreta (1932) a Sant Feliu de Guíxols, inaugurat pel president Macià
- Imatge de Sant Cugat (1942) a l'església del Monestir de Sant Cugat del Vallès
- Relleus a la façana de l'edifici Vitalicio Seguros, al passeig de Gràcia (1949-1950)
- Retaule del Sant Esperit a la Catedral de Terrassa (1948-1952)
- Porta angèlica a l'església del Monestir de Montserrat (1954)
- Estàtua jacent de l'Abat Oliba al Monestir de Montserrat
- Escultura de Pere el Cerimoniós, al Museu Marítim de Barcelona (1955)
- Capella del Bon Consell a l'Ajuntament de Barcelona (1958 a 1966)
- Monument a Remigio Crespo Toral (1960) a Cuenca (Equador)
- Portal del transsepte sud de la Catedral Nacional de Washington (1964-1971) inclou 44 àngels a les arquivoltes, i 8 estàtues, 4 a l'esquerra (Blind Bartimaeus, Boy with the loaves and fishes, Judas Iscariot i Lazarus) i 4 a la dreta (Nicodemus, Sick spirit, Widow who gave her mite i Woman by the well)[5]
- Obres al First National City Bank de Nova York (1967)[2]
- Escultura de Dona ajaguda, situada als Jardins de Joan Maragall del Palauet Albéniz de Barcelona (1970)
- Imatge de la Verge Maria, a la basílica de Santa Maria del Pi de Barcelona (1973)
- Escultura de Sant Sebastià a l'església de Sant Fèlix de Sabadell
- Retrat de Pau Casals (màscara) al Museu Pau Casals de San Juan de Puerto Rico
- Estàtua La Pau a l'Edifici del Consell d'Europa a Estrasburg
- Monument a Federico García Sanchiz a El Toboso, província de Toledo per la que va ser nomenat fill adoptiu d'aquesta població[6]